# Bundesarztregister
Jeder approbierte und ausgebildete Facharzt bzw. Psychotherapeut wird auf Antrag im Bundesarztregister geführt.
Die jeweilige Kassenärztliche Vereinigung (KV) des Bundeslandes führt das Arztregister auf Bezirksebene, auf Bundesebene wird es als Bundesarztregister von der Kassenärztlichen Bundesvereinigung (KBV) geführt. Relevant ist die Eintragung vor allem für die Zulassung als Vertragsarzt bzw. Vertragspsychotherapeut. Auch angestellte Ärzte oder Psychotherapeuten in medizinischen Versorgungszentren müssen im Arztregister eingetragen sein. Zugang zu den dort verwalteten Daten haben die kassenärztlichen Vereinigungen, die Krankenkassen, Ärzte und Psychotherapeuten, sofern ein berechtigtes Interesse vorliegt.

## Bundeszahnarztregister
Entsprechend führen die  Kassenzahnärztlichen Vereinigungen das Zahnarztregister, auf Bundesebene wird das Bundeszahnarztregister von der Kassenzahnärztlichen  Bundesvereinigung (KZBV) geführt.